# Граници на България
Границите на България имат обща дължина 2245 km, от които 1181 km са сухоземни и 1064 km – водни. От водните 686 km са речни, а 378 km – морски.

## Описание

### Северна граница
Северната граница на България е изцяло с Румъния. Простира се от устието на река Тимок до нос Картал на Черно море. В участъка от устието на река Тимок до Силистра е по талвега на река Дунав в продължение на 470 km. По течението на реката има 48 острова, които са в територията на България. Общата им площ е около 85 – 90 km2. Най-големият е остров Белене. Той е с площ около 41 km2. От Силистра до нос Картал границата е сухоземна. Този участък е с дължина 139 km.

### Източна граница
На изток от нос Картал до устието на Резовска река България граничи с Черно море. Дължината на тази граница е 378 km. Бреговата ивица не е силно разчленена. По-големите заливи са Варненският и Бургаският, а сред носовете изпъкват Калиакра, Емине и Маслен нос. България притежава пет малки острова в Черно море – Свети Иван, Света Анастасия, Свети Петър, Свети Тома (Змийски остров) и Свети Кирик. 

### Южна граница
На юг България граничи с Гърция и Турция. Общата ѝ дължина е 752 km, от които 493 km с Гърция и 259 km с Турция. От устието на Резовска река до река Марица при село Капитан Андреево се простира границата с Турция. Тя преминава през Странджа, Дервентските възвишения, пресича долината на река Тунджа и заобикаля южно Сакар планина. Границата с Гърция започва от река Марица при село Капитан Андреево, пресича долината на река Арда, родопските ридове Мъгленик, Гюмюрджински снежник, долината на река Места, планините Стъргач и Славянка, долината на река Струма и завършва при връх Тумба в планината Беласица, където се събират границите на България, Гърция и Северна Македония.

### Западна граница
Общата дължина на западната граница на България е 506 km, като 341 km са със Сърбия и 165 km със Северна Македония. Със Северна Македония границата започва при връх Тумба в Беласица, пресича долината на река Струмешница и се изкачва на билото на Огражден, след това пресича долината на река Лебница, продължава по билото на Малешевска и Влахина планина, областите Пиянец и Осоговия, билото на Осоговска планина, Велбъждката седловина и достига до връх Китка. От там започва границата със Сърбия, която продължава на север по билата на ридове от Краището, пресича долината на река Драговищица, изкачва се по билата на Милевска планина и Кървав камък, пресича долината на река Ерма, рида Рудината, Руй планина, отново долината на река Ерма, Гребен планина, Завалска планина, долината на река Нишава, планината Видлич и се изкачва по билото на Стара планина – Берковска, Чипровска и Светиниколска планина, Белоградчишкия проход, Бабин нос, прохода Връшка чука и по талвега на река Тимок достига до устието ѝ в река Дунав.

## История

### Трета българска държава

#### Берлински договор (1878)
Берлинският договор от 13 юли (1 юли стар стил) 1878 година, сключен между Австро-Унгария, Великобритания, Германия, Италия, Русия, Османската империя и Франция, за да уреди промените в резултат на Руско-турската война, създава две политически образувания – Княжество България и Източна Румелия – които стават основа на Третата българска държава. С него се установяват и част от съвременните граници на България.
Берлинският договор определя границите на Княжество България в общи линии, като конкретизирането им е оставено на международна комисия от представители на страните по договора, която работи през следващите месеци. На изток Княжеството стига до Черно море, а на север границата с Румъния съвпада приблизително със съвременната граница между двете страни. Договорът прокарва границата по десния (южен) бряг на Дунав, като по-късно тя е коригирана по талвега на реката и днес някои дунавски острови са на българска територия. Границата в Добруджа оставя Силистра от българската страна и Мангалия от румънската, като между тях е дефинирана от комисията за границите.
Източната граница със Сърбия на север следва дотогавашната граница на Сърбия с Османската империя – течението на Тимок и притока му Безденица, откъдето се изкачва до главния вододел на Стара планина. След това тя продължава по вододела до връх Радочина, спуска се по права линия на югозапад между селата Дойкинци и Сенокос, пресича Нишава на 1 километър северозападно от село Желюша и Ерма под Горна Държина, след което следва западните вододели на Ерма и Струма до Църни връх.
Границата с Османската империя започва от Църни връх, следва западния вододел на басейна на Струма. Тя завива на изток по северния вододел на басейните на Логодашка, Дренковска и Лисийска река и пресича Струма при устието на Рилска река, след която тя заобикаля от север село Бараково е се изкачва в Рила, за да продължи по южния вододел на Рилска река и Искър до връх Маришки чал. В този участък тя следва днешната административна граница между областите Кюстендил и Софийска на север и Благоевград на юг с изключение на Бараково, което е част от област Кюстендил.

## Вижте още
- Файл:Map of Еastern Thrace borders Bulgaria Ottoman empire 1912 1919-bg.svg